# Cardiocladius latistilus
Cardiocladius latistilus är en tvåvingeart som beskrevs av Freeman 1956. Cardiocladius latistilus ingår i släktet Cardiocladius och familjen fjädermyggor. Inga underarter finns listade i Catalogue of Life.